# Iron Post
Iron Post és una concentració de població designada pel cens dels Estats Units a l'estat d'Oklahoma. Segons el cens del 2000 tenia 117 habitants.

## Demografia
Segons el cens del 2000, Iron Post tenia 117 habitants, 44 habitatges, i 33 famílies. La densitat de població era de 16,8 habitants per km².
Dels 44 habitatges en un 31,8% hi vivien nens de menys de 18 anys, en un 59,1% hi vivien parelles casades, en un 11,4% dones solteres, i en un 25% no eren unitats familiars. En el 25% dels habitatges hi vivien persones soles el 9,1% de les quals corresponia a persones de 65 anys o més que vivien soles. El nombre mitjà de persones vivint en cada habitatge era de 2,66 i el nombre mitjà de persones que vivien en cada família era de 3,09.
Per edats la població es repartia de la següent manera: un 23,9% tenia menys de 18 anys, un 10,3% entre 18 i 24, un 32,5% entre 25 i 44, un 29,9% de 45 a 60 i un 3,4% 65 anys o més.
L'edat mediana era de 40 anys. Per cada 100 dones de 18 o més anys hi havia 111,9 homes.
La renda mediana per habitatge era de 34.000 $ i la renda mediana per família de 34.000 $. Els homes tenien una renda mediana de 33.750 $ mentre que les dones 11.250 $. La renda per capita de la població era de 13.265 $. Cap de les famílies estaven per davall del llindar de pobresa.

## Poblacions més properes
El següent diagrama mostra les poblacions més properes.